# Salud Total
Salud Total EPS-S es una Entidad promotora de salud (EPS) en Colombia. Se dedica a la gestión y el aseguramiento de riesgos en salud.
Es la cuarta EPS más grande de Colombia. Cuenta con aproximadamente 4.7 millones de afiliados.

## Historia
Inicio en el año 1982 con una serie de consultorios médicos "Virrey Solís" en Bogotá, siendo su primera sede en el barrio Olaya, el 4 de junio de 1991 se constituyo legalmente.
En los años 90 se expande rápidamente, estableciendo una amplia red de prestadores de servicios de salud y puntos de atención en todo el país.
En 2011, Inicia operaciones la EPS Distrital Capital Salud EPS, una iniciativa del Distrito de Bogotá tras una asesoría de la Universidad de La Sabana y la Universidad El Bosque, con Salud Total EPS como socio estratégico.
En 2024, La superintendencia de Salud anunció los resultados que arrojó la auditoría que le hizo a la EPS Salud Total que financió indebidamente a Audifarma por $77.500 millones.